# Мюзам, Эрих
Э́рих Курт Мю́зам (нем. Erich Kurt Mühsam; 6 апреля 1878, Берлин, Германия — 10 июля 1934, концлагерь Ораниенбург, провинция Бранденбург, Германия) — немецкий поэт и драматург, видный представитель богемы. Анархист. В конце Первой мировой войны — один из ведущих агитаторов Баварской Советской республики. Однако мировую известность он получил уже в годы Веймарской республики (1919—1933) как автор работ, высмеявших Адольфа Гитлера и осуждающих нацистов ещё до их прихода к власти в 1933 году.

## Биография
- 1900 — вовлечен в группу «Новое общество» (Neu Gemeinschaft) под руководством Юлиуса и Генриха Хартов, где совмещалась социалистическая философия с теологией и проживанием в коммунах. В «Новом обществе» Мюзам познакомился с Густавом Ландауэром, сильно повлиявшем на его мировоззрение.
- 1904 — Мюзам оставил «Новое Общество» и временно переместился к коммуне художников Монте Верита в городе Аскона (Швейцария), где тоже проповедовались принципы вегетарианства и коммунизма. Здесь была написана первая пьеса Мюзама Die Hochstapler («Мошенники»). Одновременно Эрих Мюзам начинает сотрудничать в анархистских журналах, в связи с чем находился под постоянным полицейским наблюдением и подвергался арестам. Пресса изображала его злодеем, обвиняемым в анархистских заговорах и мелких преступлениях.
- 1911 — Мюзамом основана газета «Каин» («Kain»), просуществовавшая до 1914 года.
- 1914 — После начала Первой мировой войны Мюзам занял ультранационалистические позиции. Однако к концу 1914, под давлением знакомых анархистов, отказался от поддержки войны и стал яростным её противником проповедуя акции прямого действия, в первую очередь забастовки. Эти акции достигали успеха, реакцией власти стали массовые аресты антивоенных агитаторов.
- 1918 — В числе прочих Мюзам был арестован и заключен в тюрьму в апреле 1918, откуда был освобожден уже в ноябре. 8 ноября 1918 года лидер независимых социалистов Баварии Курт Эйснер добился от мюнхенского гарнизона поддержки в провозглашении Баварской республики. Наиболее заметными фигурами его кабинета были анархо-коммунистические и левосоциалистические интеллектуалы — Густав Ландауэр, Эрнст Толлер и Эрих Мюзам. Когда три месяца спустя Курт Эйснер был убит монархистом, именно они оказались в правительстве Баварской советской республики, провозглашённой в начале апреля 1919 года. Через шесть дней это правительство было заменено чисто коммунистическим во главе с Евгением Левине. Когда фрайкор и армия под командованием Густава Носке подавили восстание и овладели Мюнхеном, Г. Ландауэр был убит, а Э. Мюзам арестован и приговорен к пятнадцати годам тюрьмы.
- 1920 — В тюрьме, Мюзам заканчивает пьесу «Иуда» (1920), и большое количество стихов. В 1923 г. им написано стихотворение «Немецкий республиканский гимн», нападающее на судебную систему Веймарской республики. Его часто переводили в одиночку — за написание «подрывных» стихов, за оскорбление баварского министра и за любые мелкие нарушения тюремного режима. За попытку привлечь внимание тюремной администрации к тому, что многие заключенные нуждаются в психиатрическом лечении, он был наказан семинедельной камерой-одиночкой. «Это даст Мюзаму возможность решить, стоит ли становиться лидером, защищая права других заключенных», — резюмировала тюремная запись.
- 1924 — освобожден из тюрьмы по амнистии (кстати по той же амнистии был освобожден организатор «пивного путча» А. Гитлер).
- 1928 — Эрвин Пискатор поставил пьесу Эриха Мюзама Staatsrason («Государственные интересы»), написанную по следам событий казни несправедливо осужденных американских анархистов Сакко и Ванцетти.
- 1930 — Мюзам закончил последнюю свою пьесу Alle Wetter, где призывал к революции как единственному способу предотвратить грядущий мировой фашизм.
- 1933 — В марте, немедленно после поджога рейхстага, на Мюзама, как и на других левых интеллектуалов, была организована облава. Друзья предвидели это и достали ему билет в Прагу. Знакомый, за которым тоже охотилось гестапо, помогал ему паковать бумаги и книги.

Глаза его сияли на бородатом лице. «Поехал бы ты, если бы мог?» - спросил он друга и, услышав утвердительный ответ, тут же вручил ему свой билет третьего класса в Прагу. Молодой человек, не задавая лишних слов, бегом пустился на вокзал с билетом, который предназначен был для спасения жизни Мюзама. Утром Мюзам был схвачен штурмовиками. Ему было 55. Больше он не вышел на свободу.
Последующие семнадцать месяцев его истязали с нарастающим темпом.

## Издевательства нацистов
Коммунистические, социалистические и анархистские издания вели международную кампанию протеста против ареста, описывая пытки и издевательства нацистов:

«После того как ему выбили зубы ударами мушкета; после штамповки свастики на его скальпе раскаленной маркой; после пыток, заставивших его лечь в больницу, даже теперь фашистские гиены из концентрационного лагеря Зонненбург, продолжают свои зверские издевательства над беззащитным человеком. На этот раз нацист вынудил нашего товарища вырыть себе собственную могилу. И пусть тело Мюзама сломлено, его дух все ещё тверд: Его пытались вынудить спеть песню Хорста Весселя, и не была предела ярости фашистов, когда в ответ они услышали слова Интернационала».

Сперва место заключения был лагерь Зонненбург, затем Бранденбург и, наконец, Ораниенбург. Во время своего пребывания в Бранденбурге Мюзам попросил разрешение написать письмо к жене Ценцль. Ему сломали оба больших пальца и затем, издеваясь, дали разрешение.
В Ораниенбургском лагере гестаповцы придумали изощренную муку — они нашли шимпанзе, которого подсадили в камеру Мюзама, ожидая что та изобьёт и покусает поэта. Но обезьяна, недавно потерявшая хозяина, обняла Мюзама — два несчастных бесконечно одиноких существа посреди этого кошмара нашли тепло и поддержку друг в друге. Ненадолго. Гестаповцы вытащили шимпанзе из камеры и на глазах Мюзама замучили насмерть. 9 июля 1934 года его вызвали в канцелярию лагеря и сказали прямо: «Даём тебе 48 часов, чтобы покончить с собой, но если ты не сделаешь этого, мы возьмемся за тебя сами». В отличие от многих, не вынесших мук, Мюзам отказался сотрудничать с палачами. «Я не сделаю эту работу, не стану собственным палачом, я предоставлю это другим» — сказал он товарищам по заключению. По истечении срока его увели, назад он не вернулся. Изуродованное тело нашли в петле в туалете, но профессионально завязанная петля выдала убийц.
Сообщение из Праги 20 июля 1934 в «Нью-Йорк Таймс» сообщало в противовес официальному нацистскому сообщению от 11 июля о самоубийстве:

«Этим вечером его вдова объявила, что, когда ей разрешили посетить мужа после его ареста, его лицо было настолько раздуто от побоев, что она не могла узнать его. Его назначили уборщиком туалетов и лестниц, и штурмовики развлекли себя, плюя ему в лицо. 8-го июля, последний раз, когда она видела его, несмотря на постоянные пытки, он выглядел бодрым, и когда о его „самоубийстве“ сообщили три дня спустя, она была уверена, что это ложь». Когда она заявила полиции, что они «убили» его, они жали плечами и смеялись. Во вскрытии ей было отказано, но согласно фрау Мюзам, Штурмовики, рассерженные на новое командование, неофициально показали ей тело, которое имело бесспорные признаки удушения, с разрушенной задней частью черепа, как будто Эриха Мюзема тянули через плац».

## Судьба творческого наследия
В 1935 году фрау Мюзам (Зензл в кругу друзей) после долгих сомнений приехала в Москву, передала Московскому литературному институту им. Горького исключительное право распоряжаться рукописями мужа, организовала доставку рукописей из Праги в Москву. В 1949, посмертно, вышло из печати автобиография Эриха Мюзама «Имена и люди. Неполитические воспоминания». 
Некоторые произведения Мюзама в 1925 г. были переведены на русский язык и изданы в СССР. В более поздние годы несколько произведений было опубликовано в журнале «Иностранная литература».

## Сочинения
- Земля в огне, М., 1925
- Призыв. Избранные стихи и рассказы, М., 1925

## Публицистика
- Анархия (1912)
- Воззвание к духу
- Человечность
- Размышления о государстве
- К естествознанию избирателя 1907
- Культура и женское движение (1912)
- Идеалистический манифест (1914)
- Смертоубийство 1914
- Бисмарксизм 1927
- Ревлолюционная мораль (1928)
- Кризис большевизма (1928)
- Культ героев и самокритика (1929)
- Свобода как общественный принцип  (недоступная ссылка с 11-05-2013 [4449 дней]) 1930
- Вся власть Советам 1930
- Советская республика и сексуальная революция